# Бурля (посёлок)
Бурля́ — посёлок в Прибайкальском районе Бурятии. Входит в сельское поселение «Зырянское».
Расположен на востоке Морского хребта, в межгорной пади реки Бутун, в 1 км к западу от места её впадения в реку Бурля (правый приток Итанцы), в 10 км северо-западнее региональной автодороги Р438 (Баргузинский тракт), в 17 км к северу по автодороге от центра сельского поселения — села Зырянск.
Основан в 1949 году как лесозаготовительный пункт Итанцинского леспромхоза. Население занято подсобным хозяйством, лесозаготовками.

## Население
| 2002 | 2010 |
| ---- | ---- |
| 102  | ↘43  |